# فيستا (ون بيس)
فيستا أحد شخصيات انمي ومانغا ون بيس، وهو كابتن الفرقة الخامسة من قراصنة اللحية البيضاء، وهو سياف قوي جدا تمكن من قتال أقوى سياف بالعالم ميهوك الملقب بعين الصقر.

## البطاقة الشخصية
الاسم باليابانية: ビ ス タ
الاسم بالأنجليزية: Vista
الاسم بالعربية: فيستا
أول ظهور بالأنمي: الحلقة 0
أول ظهور بالمانغا: الفصل 552
المهنة: قرصان، كابتن الفرقة الخامسة من قراصنة اللحية البيضاء
الانتمائات: قراصنة اللحية البيضاء
المكافأة: 440.000.000 بيلي
تاريخ الميلاد: 5 فبراير

## نبذة عنه
فيستا هو شخص طويل بشكل كبير حيث يبلغ طوله بطول البرمائي جينبي ، ولديه عضلات كبيرة وصدر واسع وشاربان كبيران وطويلان، وهو يرتدي قبعة على رأسه، وقد كان في قراصنة اللحية البيضاء منذ 22 عاما أثناء حقبة غولد دي روجر، وفيستا مخلص جدا للحية البيضاءو هو يعتبره مثل والده كبقية أعضاء الطاقم، وأيضا هو كابتن الفرقة الخامسة من أسطول اللحية البيضاء، وهو متواضع جدا ويحب بقية أعضاء الطاقم، وقد كان صديقا جيدا لبورتغاس دي إيس، وأيضا هو صديق لياسوب عضو قراصنة الشعر الأحمر ووالد اوسوب وقد ظهر ذالك في المارينفورد.

## قوته
يمتلك فيستا زوجان من السيوف مع مقابض ارجوانية، وهو يلقب بسايف الورد ، إذ ان هجماته تطلق اوراق ورد (كالتي تظهر عند استخدام نيكو روبن لقواها، وهو قوي جدا حيث يعتبر أحد أقوى السيافين في ون بيس حيث تمكن من قتال دراكولا ميهوك ببراعة ومعادلته مع ذكر ان الكاتب مانغا ون بيس اودا صرح ان دراكولا ميهوك استخدم 25% فقط من قوته في حرب، وأيضا تمكن من ايقاق رصاصات النار

و يمتلك فيستا هاكي التصلب لكي يتمكن من مقاتلة مستخدمي فاكهة الشيطان كما فعل عندما قاتل الإدميرال أكاينو مع ماركو قائد الفرقة الأولى من قراصنة اللحية البيضاء.

## حرب القمة
شارك فيستا في حرب القمة لتحرير إيس وقد كان أحد اقوى المقاتلين فيها، وفي البداية كان يقتال جنود البحرية كغيره من الطاقم، لكنه توجه بعدها لقتال ميهوك وتمكن من مجاراته ومعادلته واعترف ميهوك بقوة فيستا، وقاتل فيستا مع قائده ماركو ضد الإدميرال أكاينو بواسطة الهاكي اللذان يمتلكانه، وقد كان فيستا يبكي بعد موت اللحية البيضاء وبورتغاس دي إيس مع بقية الطاقم

و قد حظر جنازة إيس واللحية البيضاء مع بقية الطاقم في مكان غير معروف في العالم الجديد.

## معاركه
- قراصنة اللحية البيضاء وحلفائهم ضد قوات البحرية والشيشيبوكاي

النتيجة: فوز قوات البحرية والشيشيبوكاي بعد دمار المارينفورد
- فيستا وبقية القراصنة ضد نائب الإدميرال ونز

النتيجة: فوز فيستا والقراصنة بسهولة
- فيستا ضد ميهوك

النتيجة: لم يفز أحد
- فيستا وماركو ضد الإدميرال أكاينو

النتيجة: فوز أكاينو
- فيستا وقادة قراصنة اللحية البيضاء (بدون إيس وجوزو) مع كروكودايل وأندريه ضد أكاينو

النتيجة: فوز فيستا وقراصنة اللحية البيضاء وكروكودايل وأندريه